# Pristina notopora
Pristina notopora är en ringmaskart som beskrevs av Cernosyitov 1937. Pristina notopora ingår i släktet Pristina och familjen glattmaskar. Inga underarter finns listade i Catalogue of Life.